# 258

## Decese
- 6 august: Sixt al II-lea, papă al Romei (n. 215)
- 10 august: Laurențiu de Roma, martir creștin, canonizat sfânt (n. 225)